# Diga di Guerlédan
La diga di Guerlédan è una diga francese sul fiume Blavet, situata nel territorio dei comuni di Saint Aignan (nel dipartimento di Morbihan) e di Guerlédan (nel dipartimento delle Côtes-d'Armor), in Bretagna.
La diga forma l'omonimo lago.